# Крайхбах
Крайхбах (нем. Kraichbach) — река в Германии, правый приток Рейна, протекает по земле Баден-Вюртемберг. Длина реки — 60 км. Площадь водосборного бассейна — 161 км². Средний расход воды 1,1 м³/с. Основные притоки — Кацбах, Кольбах.
Река является местом нереста атлантического лосося.
На реке расположен город Хоккенгейм, а также населённые пункты Санкт-Леон, Бад-Мингольсгейм, Унтерэвисгейм, Гоксгейм. В долине реки расположен Замок Гохсхайм.
Старое извилистое русло реки даёт основания предполагать наличие в этом месте в древности крупной реки — дублёра Рейна.